# テラ (聖書)

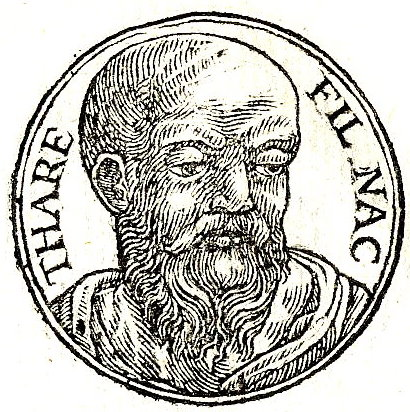
テラ。

テラ（ヘブライ語 תרח）は、『旧約聖書』においてアブラハムの父とされ、また、中東地域の多くの国民の祖先であるとされる人物である。
「創世記」によれば、カルデアのウルに居住していた時に、神がアブラハムにカナンの地へと移動するように命令し、テラとその家族たちもアブラハムに従って旅をした。しかし、アブラハムたちとは途中のハランの地で別れ、205歳のときハランで死亡したと伝えられる。

## 「創世記」「歴代誌」の記述によるテラの家系図
```
テラ
　│
　├アブラム（
アブラハム
）
　│　│
　│　├
イサク

　│　│　│
　│　│　├
ヤコブ
（イスラエル） - 
イスラエル
人
　│　│　└
エサウ
（エドム） - エドム人
　│　│
　│　├イシュマエル - イシュマエル人
　│　│　│
　│　│　├ネバヨト
　│　│　├ケダル
　│　│　├アドベエル
　│　│　├ミブサム
　│　│　├ミシュマ
　│　│　├ドマ
　│　│　├マサ
　│　│　├ハダド
　│　│　├テマ
　│　│　├エトル
　│　│　├ナフィシュ
　│　│　├ケデマ
　│　│　└マハラト（バセマトと同一?:エサウの妻となる）
　│　│
　│　├ジムラン
　│　├ヨクシャン
　│　├メダン
　│　├ミディアン - ミディアン人
　│　├イシュバク
　│　└シュア
　│
　├ナホル
　│　│
　│　├ウツ
　│　├ブズ
　│　├ケムエル
　│　├ケセド
　│　├ハゾ
　│　├ピルダシュ
　│　├イドラフ
　│　├ベトエル
　│　│　│
　│　│　├
リベカ
（イサクの妻となる）
　│　│　└
ラバン

　│　│　　　│
　│　│　　　├
レア
（ヤコブの妻となる）
　│　│　　　└
ラケル
（ヤコブの妻となる）
　│　│
　│　├テバ
　│　├ガハム
　│　├タハシュ
　│　└マアカ
　│
　├ハラン
　│　│
　│　├
ロト
 - 
モアブ
人（長女の子孫）、
アンモン
人（次女の子孫）
　│　├ミルカ（ナホルの妻となる）
　│　└イスカ
　│
　└サライ（
サラ
:アブラハムの異母妹であり妻）
```

## イスラム教におけるテラ
クルアーン(コーラン)に登場する、預言者イブラーヒーム（アブラハム）の父アーザルもその同一人物とされ、その本名はターリフ（テラ）だとされている。聖書の伝承とは異なり、イスラーム伝承にはアーザルが息子イブラーヒームとともに、故郷から移住したと言う伝承は無く、逆に唯一なる神への信仰を説く息子イブラーヒームを生家から追放したとされる。アーザルは偶像造りの名人で、暴君ニムロデの忠実な臣下だっとされ、終生唯一神への信仰を持つことはなかったとされる。